# Procellosaurinus
Genre
Procellosaurinus est un genre de sauriens de la famille des Gymnophthalmidae.

## Répartition
Les deux espèces de ce genre sont endémiques du Nordeste au Brésil.

## Description
Ce sont des sauriens diurnes et ovipares, ils sont assez petits. Ils présentent des pattes petites voire atrophiées

## Liste des espèces
Selon The Reptile Database (7 janvier 2016) :
- Procellosaurinus erythrocercus Rodrigues, 1991
- Procellosaurinus tetradactylus Rodrigues, 1991

## Publication originale
- Rodrigues, 1991 : Herpetofauna das dunas interiores do Rio Sào Francisco, Bahia, Brazil. III. Procellosaurinus: um novo genero de microteiideos sem palpebra, com a redefinicao do genero Gymnophthalmus (Sauria, Teiidae). Papéis Avulsos de Zoologia (São Paulo), vol. 37, no 21, p. 329-342.